# Abdoulaye Camara (football, 1980)
Pour les articles homonymes, voir Abdoulaye Camara et Camara.
Abdoulaye Camara est un footballeur international malien né le 2 janvier 1980 à Bamako au Mali. Il évoluait au poste de défenseur central.

## Biographie

### En club
Formé au Mali à l'Association sportive Onze Créateurs de Niaréla, il joue ensuite en Slovénie, en Italie, en Belgique, en France et en Afrique du Sud. D'abord passé par la première division slovène au FC Koper, il joue deux matchs de Série A en 1999-2000. Il fait ensuite une saison complète au Cercle Bruges KSV en deuxième division belge, puis retourne en Italie au Castel di Sangro Calcio en Série B.
Il s'ensuit un nouveau retour en Belgique à La Louvière, avant de rejoindre le Grenoble Foot 38, pensionnaire du championnat de France de Ligue 2 en 2003. Blessé pendant quasiment toute la saison, il ne joue que quatre matchs avec l'équipe 1 et rejoint finalement le club voisin (qui évolue en Championnat de France amateur 2, cinquième division).
En décembre 2007, alors qu'il est convoité par l'Entente Sannois Saint-Gratien, club de National, il rejoint le championnat d'Afrique du Sud au Thanda Royal Zulu FC. Il reste 2 ans en Afrique du Sud, jouant par la suite deuxième division sud-africaine et dans un club local de Durban.
En 2010, il rentre en France, terminant sa carrière au Football Club d'Échirolles, qui est sacré champion de division d'Honneur en fin de saison et se promu ainsi en championnat de France amateur 2 (5e échelon national).

### En sélection
Il porte le maillot de l'équipe du Mali entre 1997 et 2008, notamment durant la coupe d'Afrique des nations 2002.
Il est également régulièrement sélectionné en équipe de jeunes, notamment en 1995 pour la Coupe du monde des moins de 17 ans. Il participe aussi à la Coupe du monde des moins de 20 ans en 1999 où le Mali termine à la troisième place.

## Palmarès
- Champion de division d'Honneur de la ligue Rhône-Alpes en 2011 avec le Football Club d'Échirolles